# 妊娠试验

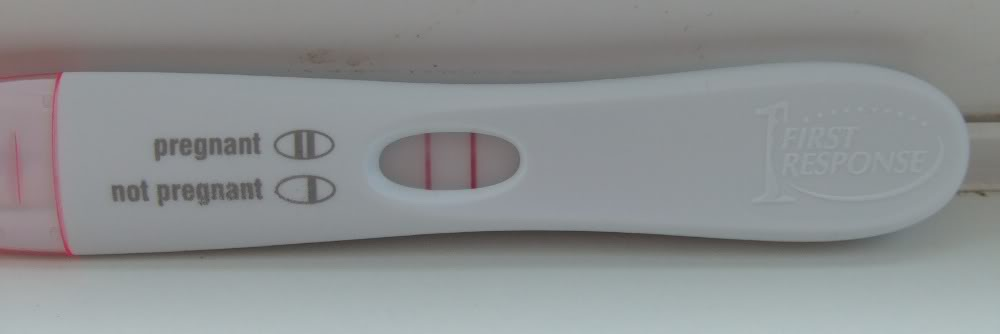
現代荷爾蒙妊娠測試，顯示陽性結果。

妊娠试验用於確定女性是否懷孕。 兩種主要方法是使用妊娠檢測試劑盒檢測血液或尿液中的女性妊娠激素（人類絨毛膜促性腺激素，hCG），以及使用医学超声检查。 檢測血液中的 hCG 可以最早檢測到妊娠。 幾乎所有孕婦在月經錯過的第一天後一周，尿妊娠試驗都會呈現陽性。

## 類型

### 人绒毛膜促性腺激素檢測（hCG試驗）

此圖描繪瞭如何在尿液妊娠測試中檢測到孕婦胎盤產生的 hCG 激素，以顯示結果呈陽性。

随着科技发展，人绒毛膜促性腺激素（简称hCG）检测法（hCG試驗）是目前最先进的妊娠试验，这种试验采取检查血液、尿液中β-亚单位的存在状况，来确定受检测者是否怀孕。通常此检验法都在距上次排卵2-3周后，或在预期的月经来潮没有来时检测。
在胚胎植入子宫中，也就是在受精行为发生六到十二天之后，在人的尿液和血液中就可探测到人体绒膜促性腺激素的存在。一些家中的妊娠试验法声明在下一个预期的月经来之前4天就可以验测是否怀孕。实际上不论这个声明的精确性，何时能探测得到决定于该女性会在黄体期停留多长时间，和胚胎何时植入子宫。定量（血清β）测定可以探测到低至1mIU/mL的人体绒膜促性腺激素浓度，而尿测定则需要检测域在20与100mIU/mL之间，主要还是决定于品牌。定量测定通常需要25mIU/mL的阈，而且和一些可用的家用妊娠检验器比起来敏感度会低一些。
人体绒膜促性腺激素由胎盘中的滋养层组织释放。在一些罕见的特殊情况下，也会由绒毛膜癌或者一些其他的生殖细胞瘤，甚至一些癌症（比如肝癌）制造。
定量測試可測量樣本中 hCG 的準確含量。 血液檢查可以檢測到低至 1 mIU/mL 的 hCG 水平，通常臨床醫生會在 5mIU/mL 時診斷出妊娠測試陽性。
|          | 尿液妊娠試驗 | 血液妊娠測試 |
| -------- | --- | --- |
| 檢測閾值 | High-sensitivity: Qualitative test: 20 to 50 mIU/mL, depending on test Low-sensitivity: Qualitative test: 1500-2000 mIU/mL, depending on test | Qualitative test: 5 to 10 mIU/mL, depending on test Quantitative test: 1 to 2 mIU/mL for an ultrasensitive test |

#### 翻倍规则
医生通常都可以提供定量血清β浓度。结果以mIU/mL为单位，通常25mIU/mL之上的值都表示已经怀孕。一般这种测试都需要进行两次，间隔2-3天，来确定结果的准确性。血清人体绒膜促性腺激素的增长可以被相互监控 。人体绒膜促性腺激素浓度在1200mIU/mL以下的时候通常每48-72小时就会增长一倍，50%-60%也是正常现象。在1200到6000mIU/mL血清的阶段人体绒膜促性腺激素浓度通常需要72-96小时的时间增长一倍，而直到 6000mIU/mL之后，人体绒膜促性腺激素则需要花四天的时间才能增长一倍。增长失败通常表示怀孕的发展不佳，并且有流产或是宫外孕的可能。流产后，人体绒膜促性腺激素浓度会稳定的降回非怀孕状态的值。一样，宫外孕或许会从人体绒膜促性腺激素翻倍失败中察觉出来，特别是在涨跌不定的情况下。
定量人体绒膜促性腺激素读数也被用于滋养层的评估或者其他生殖细胞瘤的检查中。

### 超声波
在妊娠期超前通过了最早的6-8周之后，妊娠试验通常就会改为更加方便的超声波检查法，并且通过此法，可以获得更多的数据。阴道超声波检测法在排卵25天之后（相应的人体绒膜促性腺激素浓度>1,500mIU/mL ）就可探测到怀孕的状况。

## 準確性

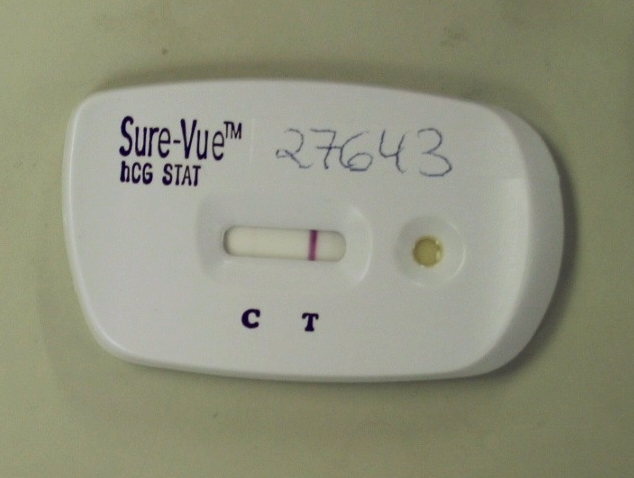
此驗孕棒的對照線為空白，使得測試無效

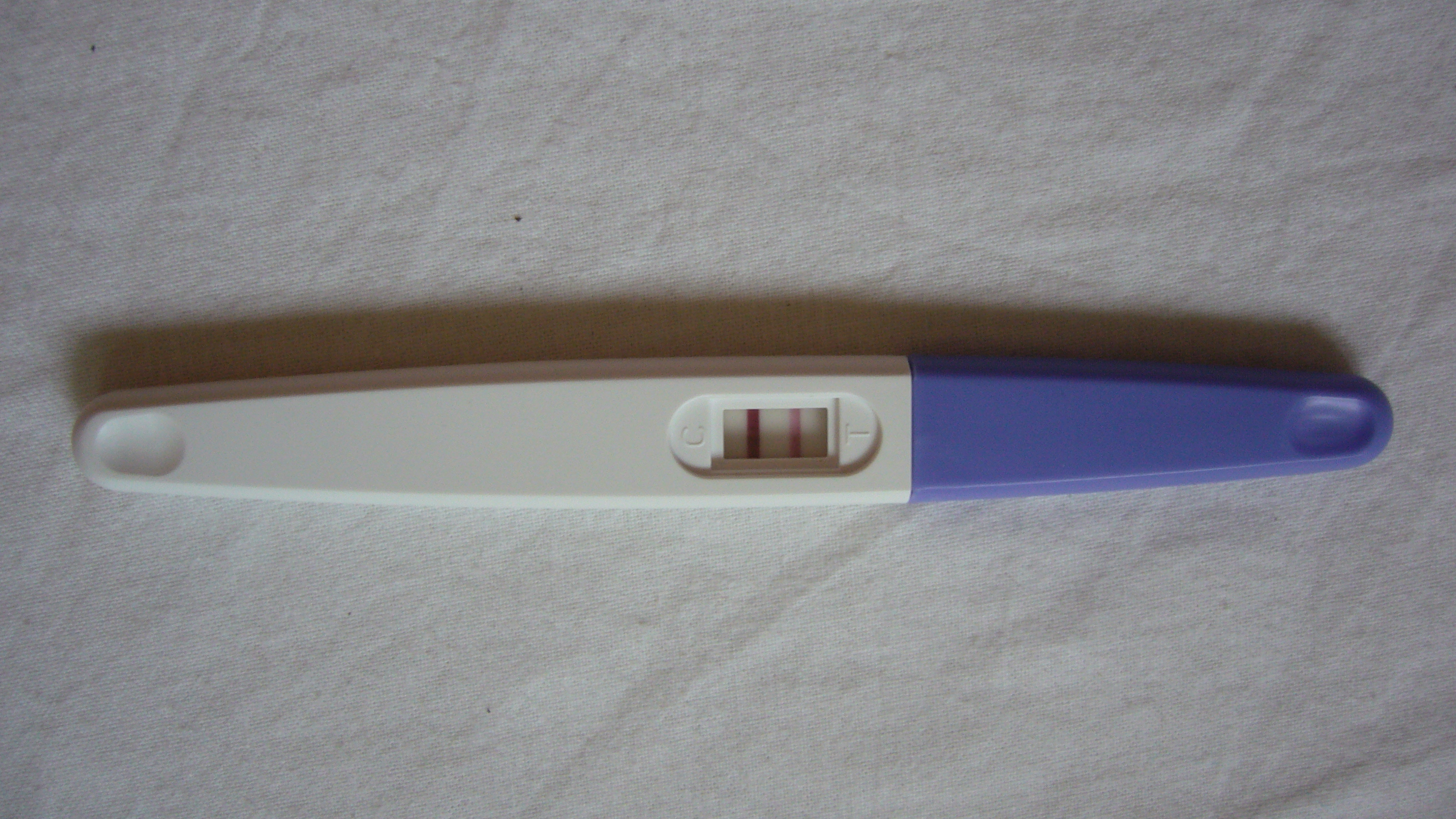
此妊娠測試左側的對照線可見，顯示測試結果有效。 右側（測試線）也出現了一條淡紫色的線，這清楚地表明對像已懷孕

1998 年發表的一項系統性回顧表明，由經驗豐富的技術人員使用的家庭妊娠測試套件幾乎與專業實驗室測試一樣準確（97.4%）。 然而，當消費者使用時，準確度下降至 75%：評論作者指出，許多用戶誤解或未能遵循套件中包含的說明。

## 假阳性/假阴性试验
假阴性读数会在过早进行试验的情况下发生。定量测定等等灵敏度最高的尿验通常都需要在胚胎植入子宫后，也就是排卵过后的6-12天，才能探测到人体绒膜促性腺激素的存在痕迹。β人体绒膜促性腺激素浓度在怀孕的前两个月成几何级数增长，所以试验做得越早，风险度也就越高。低灵敏度的尿验和定性测定必须要在怀孕后的三至四天才能检测出结果。月经来潮大约发生在排卵后的第14天，所以假设只是月经来潮来晚了的话，假阴性试验发生的可能性就会很低。
如果结果是假阳性，那么有一定可能是身体内有类似于绒毛膜癌、IgA缺乏症、嗜异性抗体、肠道膀胱整形术、妊娠滋养层病（GTD）、妊娠滋养层瘤形成、睾丸生殖细胞恶性肿瘤等疾病产生。同时，很多使用者在做家用妊娠检验器时等待时间过长也会读出假阳性读数，或者是不清晰，不准确的结果，这种类型的假阳性读数称作蒸发线，并非真的怀孕。因此强烈建议使用者一定要遵守制造商写明的规则。另外一些接受过人体绒膜促性腺激素注射的孕妇也有可能得到假阳性读数。人体绒膜促性腺激素注射主要是为了使针对不孕不育的妇女怀孕所设计的。一般的不孕不育药（比如克罗米芬）不会添加人体绒膜促性腺激素。
个别使用者与一些基质会引起反应，从而导致试验得出一个低阳性血妊娠试验，尽管她们没有怀孕。这种幻想人体绒膜促性腺激素会导致严重的误诊和干涉，但是使用连续稀释的方法可以探测出来。

## 研究
最早的妊娠试验是针对早孕因子（简称EPF）进行玫瑰花结抑制分析（rosette inhibition assay）。早孕因子可以在受精后48小时从血样探测到。不过，早孕因子试验卻是一种费时费财的实验。然而，其作為妊娠測試的可靠用途仍不清楚，因為研究表明它存在於妊娠以外的生理情況下，並且其在人類中的應用仍然有限。

## 历史

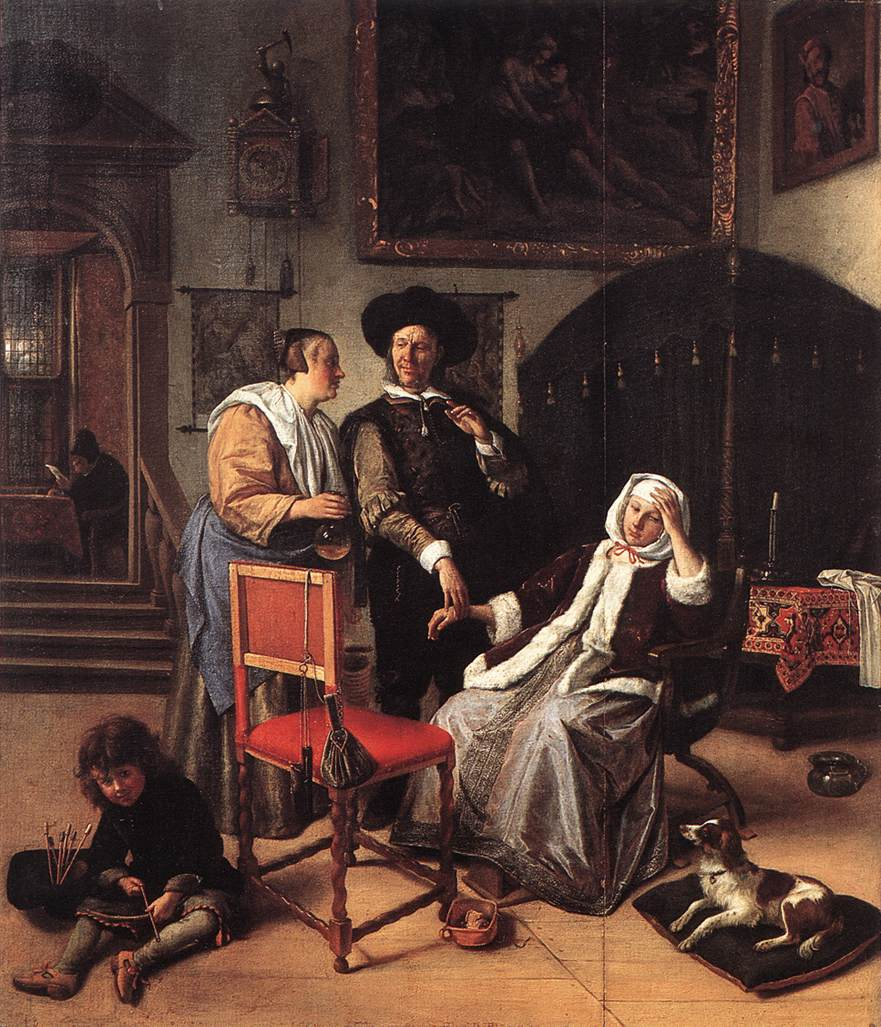
荷蘭畫家扬·斯丁於1658年至1662年所繪的名画《医师的来访》中一个医师正在执行尿验。

古埃及人将有可能怀孕女性的尿注入大包大包的小麦与大麦之中，萌芽则代表怀孕，而从发芽麦子的种类来预测胎儿的性别。希波克拉底认为经期未来潮的女性可以在就寝前喝一些蜂蜜水。如果出现了腹部的胀痛或痉挛则代表已经怀孕。希波克拉底之后，在中世纪医学的黑暗时期中，阿维森纳与很多医师于中世纪尝试一种不科学的验尿法来查看是否怀孕。
塞尔马·阿什汉在1928年提出了一种人体绒膜促性腺激素的检测方法。在实验中，一只婴儿期的老鼠被皮下注射了一些人的尿液，老鼠稍后被杀或者切开后，排卵的出现则代表尿液中含有人体绒膜促性腺激素，也就说明试验者已经怀孕。一个类似的试验则是用未成熟的兔子作为实验对象。到此为止，妊娠试验仍然需要在杀害动物的前提下得知结果。直到1950年的青蛙试验则改进了少许，將妇女血清或尿液注射到雌性青蛙體內。如果青蛙在24小时内排卵了，那么试验则呈阳性。青蛙试验避免了对动物的杀害，并且可以反复利用。
1969年，歐加農（Organon）國際公司獲得了第一個關於家庭懷孕測試的專利，兩年前，產品設計師瑪格麗特·克蘭(Margaret Crane)注意到實驗室測試程序相對簡單，並製作了原型。 該產品於 1971 年在加拿大上市，並於 1977 年在美國上市，之後由於對性道德和潛在懷孕婦女在沒有醫生的情況下進行測試和處理結果的能力的擔憂而推遲了上市。